# Luigi Ziliotto
Luigi Ziliotto (Zara, 8 febbraio 1863 – Zara, 5 febbraio 1922) è stato un politico e patriota italiano.

## Giovinezza e studi
Nato a Zara, trascorse gran parte dell'infanzia fra Bencovazzo e Macarsca, dove il padre era impiegato statale.
Frequentò il ginnasio liceo di Spalato e poi - assieme al coetaneo Giovanni Lubin (nato a Traù) - si iscrisse alla facoltà di giurisprudenza dell'Università di Graz, ove fondò all'inizio degli anni ottanta del XIX secolo il "Circolo Culturale Giosuè Carducci".
Laureato, si trasferì con la famiglia a Zara e iniziò il praticantato nello studio legale di Vincenzo Benvenuti, mettendosi subito in luce per capacità e competenza.

## Le prime esperienze politiche
Scomparsi i due capi storici dell'autonomismo dalmata - Antonio Bajamonti e Luigi Lapenna - assieme al già citato Lubin e a Roberto Ghiglianovich divenne uno dei massimi rappresentanti dell'ala bajamontiana del partito italiano, molto critica nei riguardi del podestà Niccolò Trigari, considerato troppo filogovernativo.
A quel tempo, gli italiani di Zara impegnati politicamente si inquadravano in alcune associazioni più o meno apertamente irredentiste: la "Società di Ginnastica", la "Juventus Jadertina", ma soprattutto la "Società degli studenti". Luogo principale di ritrovo per le adunanze politiche fu il Teatro Nuovo, poi denominato "Teatro Verdi".
Il 30 dicembre 1890 Luigi Ziliotto tenne proprio al Teatro Nuovo il suo primo discorso pubblico, fortemente in difesa della lingua e della nazionalità italiana.
Nel 1892, venne nominato Segretario della Camera di Commercio di Zara e Consigliere Comunale. Nel 1894 assunse la presidenza dell'"Unione Zaratina" e divenne assessore comunale.

## L'elezione alla Dieta della Dalmazia e la nomina a podestà di Zara
La mutata linea politica all'interno del Partito Autonomista si ripercuote anche all'interno della compagine di politici autonomisti eletti nel 1895 alla Dieta provinciale: Ziliotto viene eletto all'interno della corrente irredentista, assieme ai coetanei Roberto Ghiglianovich, Giovanni Lubin e Stefano Smerchinich.
Nel biennio 1896-1898 succede a Ghiglianovich alla guida della sezione zaratina della Lega Nazionale, imprimendole una linea molto combattiva. Fra le altre iniziative promosse dalla Lega, in questi anni sorge a Zara il Collegio-Convitto "Niccolò Tommaseo", aperto ai giovani italiani della Dalmazia e divenuto in brevissimo tempo centro fondamentale per la cultura italiana, essendo state di imperio trasformate in croate tutte le scuole pubbliche italiane nella regione, ad esclusione di quelle zaratine.
Sorta nel 1899 la "Società Politica Dalmata", Ziliotto fonda assieme a Roberto Ghiglianovich "La Rivista Dalmatica", diretta allora dallo storico ed erudito Vitaliano Brunelli.
Nello stesso anno, i giovani autonomisti zaratini lo propongono come podestà in sostituzione dell'anziano Trigari. Viene eletto a grande maggioranza e il 21 dicembre 1899 presta giuramento nella sede della Biblioteca Paravia.
La sua nomina venne vista con estrema diffidenza dalle autorità governative, che temono la trasformazione irredentistica dell'influente minoranza italiana in Dalmazia.

## Verso la Grande Guerra
Ziliotto venne riconfermato come podestà in tutte le successive elezioni, fino all'entrata in guerra dell'Italia contro l'Impero Austroungarico nel 1915. Venne dichiarato decaduto ed accusato di alto tradimento, ma il processo non venne mai celebrato: una parte degli irredentisti dalmati italiani si rifugiò in Italia, altri vennero internati in Austria, altri ancora partirono arruolati nell'esercito Imperiale. Luigi Ziliotto rimase in città, riprendendo in mano le redini del potere alla fine del mese di ottobre del 1918, alla testa di un "Comitato Nazionale" autocostituitosi e richiedente l'annessione della Dalmazia all'Italia.
A poche ore dall'entrata in vigore dell'armistizio, approdò a Zara una torpediniera italiana (AS 55), ed iniziò un lungo periodo di turbolenze, compresa una clamorosa visita di Gabriele D'Annunzio in città il 14 novembre 1919, proveniente da Fiume con l'idea di sollevare i dalmati italiani, dando luogo ad una politica del fatto compiuto.

## Il Trattato di Rapallo e la nomina a Senatore
La firma del Trattato di Rapallo fra il Regno d'Italia e il Regno dei Serbi, Croati e Sloveni (12 novembre 1920) spiazzò gli irredentisti dalmati come Ziliotto, i quali fino all'ultimo credevano possibile l'annessione di gran parte della Dalmazia all'Italia, come previsto dal Patto di Londra.
Tre giorni dopo la firma del Trattato, Ziliotto ricevette la nomina a Senatore del Regno, e nel suo primo intervento in aula protestò vibratamente contro quella che vide come un'ingiustificata rinunzia.
In seguito, rivolgendosi a d'Annunzio, espresse il parere per il quale fosse necessario rientrare nella legalità evitando colpi di mano in Dalmazia, pur segnalando al poeta che sarebbe stato pronto a seguirlo, se lui fosse stato di diverso avviso.

## Il ritorno a Zara, l'ultima elezione a podestà e la morte
Alla fine del 1921, la situazione politica italiana era considerevolmente mutata: i fascisti ed i nazionalisti avevano preso sempre maggior piede, ed in tale frangente significativamente riemerse l'antica anima liberale dei vecchi autonomisti dalmati: Luigi Ziliotto si presentò per l'ennesima volta alle elezioni comunali - in una lista opposta al blocco nazionalista - riuscendo a battere il candidato fascista alla carica di podestà: fu la sua quarta elezione consecutiva a tale carica.
La sua salute però era andata rapidamente deteriorandosi a causa di un'anemia che lo costrinse a seguire la campagna elettorale del gennaio 1922 a letto. Non fece a tempo a prendere possesso della carica, morendo a 59 anni il 5 febbraio 1922.